# Stargazer (песня Rainbow)
Stargazer (МФА: [stɑːɡeɪzə], с англ. — «Звездочёт») — пятая дорожка с альбома Rising британо-американского рок-коллектива Rainbow. Эта песня, повествующая о волшебнике, чья затея взлететь путём строительства башни до самых звёзд привела к порабощению большого количества людей, известна своими музыкальными достоинствами, в частности, соло-гитарой Ричи Блэкмора и барабанной партией Кози Пауэлла.

## О песне
«Stargazer» начинается с короткого барабанного соло Пауэлла, «великого барабанного момента», часто приводимого в качестве примера его техники. Для записи струнных аранжировок был приглашён Мюнхенский филармонический оркестр. Соло Блэкмора после второго куплета (Phrygian dominant scale[что?]) называют одним из лучших его произведений. Сам Блэкмор называл «Stargazer» любимым треком с Rising.
По словам автора слов Ронни Джеймса Дио, текст песни написан от лица «раба времён Египетской империи». Волшебник-астроном, «одержимый идеей полётов», с помощью множества рабов возводит башню, с которой он сможет взлететь. Люди возводят башню в тяжёлых условиях («In the heat and rain, with whips and chains; / to see him fly, so many died» — «В жару и дождь, под кнутом и в цепях / Чтобы увидеть его полёт, многие погибли») в ожидании дня, когда их страдания закончатся. В конце концов волшебник восходит на вершину башни, но вместо того, чтобы полететь, падает вниз и умирает («No sound as he falls instead of rising / Time standing still, then there’s blood on the sand» — «Ни звука с момента как он упал вместо воспарения / время остановилось; кровь на песке»). Следующая за «Stargazer» композиция, «A Light in the Black», продолжает историю, повествуя о том, как порабощённые волшебником люди, потеряв смысл своего существования, «не знали, куда направиться и что делать», пока не увидели «свет во тьме».
Некоторые специалисты видят в тексте «Stargazer» поэтическую аллюзию на то, как главный герой песни, Ронни, рабски трудится под руководством гитариста — то есть, волшебника, — движимого амбициями, выходящими далеко за рамки его смертного положения.
В делюкс-издание альбома Rising 2011 года входит версия «Stargazer» со вступительным органным соло Тони Кэри.

## Отзывы критиков
Allmusic и MusicHound провозгласили «Stargazer» классикой Rainbow; рецензент Allmusic описал её как «претенциозный, обогащённый струнными эпик». Винсент деМази, анализируя гитарное соло, отметил склонность Блэкмора к построению «классической драмы» с «ближневосточным уклоном». Джефф Перкинс назвал композицию «невероятно эпичной», выделяя гитару Блэкмора, вокал Дио и ударные Пауэлла. Аарон Арнсон (Sputnikmusic) также высоко оценил работу Блэкмора и Дио и назвал «Stargazer» лучшей композицией альбома. В марте 2023 года группа авторов американского издания Rolling Stone включила композицию в список «100 величайших хеви-метал песен всех времён». В этом рейтинге она заняла 14-ю позицию.
Журнал Metal Hammer, включивший «Stargazer» в список «100 песен, изменивших хэви-метал», пишет в своей рецензии: «Ричи Блэкмор подошёл к этому грандиозному восьмиминутному шедевру как классический композитор, накладывая слои драмы, пока он возводил своё великолепное музыкальное сооружение. Но именно вокалист Ронни Джеймс Дио вдохнул в него жизнь своим властным исполнением, которое заставило тексты о волшебниках и радугах казаться самой логичной вещью в мире. „Stargazer“ остаётся эталоном, по которому следует оценивать все последующие эпические произведения».
В 2022 году гитарное соло Ричи Блэкмора из композиции «Stargazer» вошло в первую десятку рейтинга «75 величайших гитарных соло всех времён», составленного по итогам голосования слушателей британской радиостанции Planet Rock.

## Концертное исполнение
«Stargazer» была написана перед первым концертным туром Rainbow в США и исполнялась группой на всех концертах с Дио 1975-76 годов, а также в составе с Боннетом до 1980 года. После композиция была исключена из сет-листа группы. Периодически «Stargazer» исполнялась на концертах Dio, начиная с 90-х годов.
«Stargazer» вновь зазвучала на концертах Rainbow, начиная с мини-тура 2016 года в честь 40-летия альбома Rising.

## В записи участвовали
- Ронни Джеймс Дио — вокал;
- Ричи Блэкмор — гитары;
- Джимми Бэйн — бас-гитара;
- Тони Кэри — клавишные;
- Кози Пауэлл — ударные, перкуссия

при участии
- Мюнхенский филармонический оркестр — струнная и медные секции;
- Fritz Sonnleitner — Concert Master;
- Rainer Pietsch — дирижёр

## Кавер-версии
- Норвежская группа Mundanus Imperium (при участии Йорна Ланде на вокале) в 1998 году записала кавер-версию для альбома The Spectral Spheres Coronation[20].
- Итальянская группа Domine в 2001 году записала кавер-версию для альбома Stormbringer Ruler[21].
- Американская певица Лана Лейн в 2003 году записала кавер-версию для альбома Covers Collection[22].
- Аргентинская группа Barilari в 2003 году записала версию «Stargazer» на испанском языке для своего дебютного альбома[23].
- Американская группа Dream Theater в 2009 году записала кавер-версию для альбома Black Clouds & Silver Linings.
- Датская группа Týr в 2011 году записала кавер-версию для альбома The Lay of Thrym.
- Группа из Нидерландов Arabesque (не путать с женской диско-группой 70-80х) записала кавер-версию для трибьют-альбома Blackmore's Castle - A Tribute To Deep Purple & Rainbow.
- Американская группа Metallica в 2014 году записала попурри из композиций Rainbow периода Дио под названием «Ronnie Rising Medley» для трибьют-альбома Ronnie James Dio — This Is Your Life.